# Róbert Marshall
Róbert Marshall (* 31. Mai 1971 in Reykjavík) ist ein isländischer Politiker (Björt framtíð).
Róbert Marshall war als Journalist bei verschiedenen isländischen Zeitungen und Zeitschriften sowie beim Fernsehsender Stöð 2 tätig, leitete von 2005 bis 2006 das Nachrichtenressort von 365 miðlar und war von 2003 bis 2005 Vorsitzender des isländischen Journalistenverbands. Von 2007 bis 2009 war er Assistent des damaligen isländischen Verkehrsministers Kristján L. Möller.
Bei der Parlamentswahl in Island 2009 wurde Róbert Marshall als Mitglied der Allianz für den Südlichen Wahlkreis in das isländische Parlament Althing gewählt. Am 12. Oktober 2012 verließ Róbert die Allianz und trat der 2012 gegründeten Partei Björt framtíð bei. Bei der Parlamentswahl in Island 2013 war er Spitzenkandidat von Björt framtíð im Wahlkreis Reykjavík-Süd und erhielt einen von sechs Sitzen dieser Partei.
Er war Mitglied im Ausschuss für Umwelt und Verkehrswege sowie der isländischen Delegation im Nordischen Rat. Von 2009 bis 2013 leitete er außerdem die isländische Gruppe in der Parlamentarischen Versammlung der OSZE. Von 2013 bis 2015 war er Fraktionsvorsitzender der Björt framtíð. Zur Parlamentswahl in Island 2016 ist Róbert Marshall nicht mehr angetreten.